# زورکی ۱

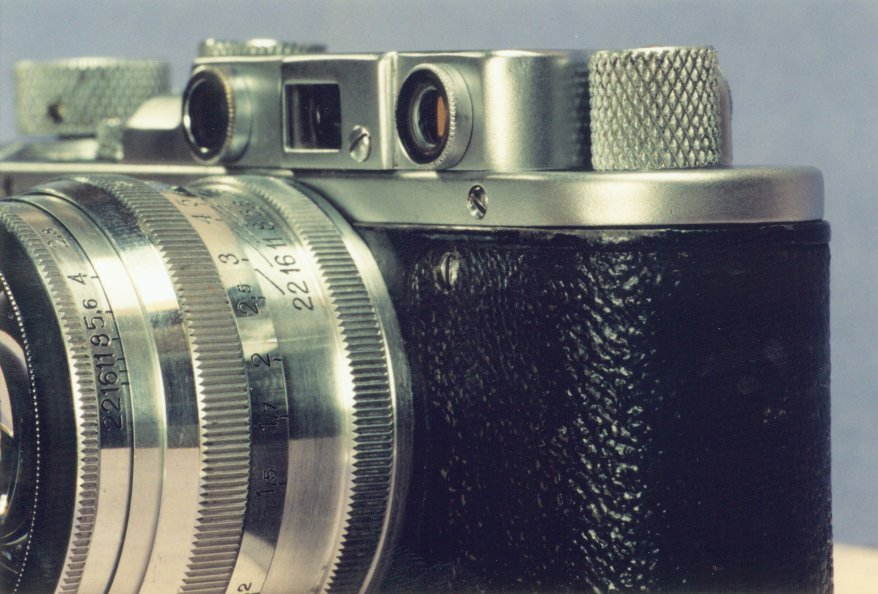
دوربین زوکی ۱ ساخت زوکی

زورکی ۱ (به انگلیسی: Zorki 1) یک دوربین عکاسی فیلم ۱۳۵ تک‌لنزی غیربازتابی ساخت شرکت زورکی است.